# راشد النعيمي
الشيخ راشد بن حميد بن راشد النعيمي رئيس دائرة البلدية والتخطيط في عجمان ورئيس اتحاد الإمارات لكرة القدم، هو الابن الأصغر لصاحب السمو الشيخ حميد بن راشد النعيمي عضو المجلس الأعلى حاكم إمارة عجمان، وأمه هي الشيخة فاطمة بنت زايد بن صقر آل نهيان

## النشأة
التحق راشد بمدرسة الشويفات بالشارقة ورشح لرئاسة مجالس الطلاب ونظم مؤتمرات طلابية على مستوى الدولة والخليج العربي والتي استمرت لمدة 7 أعوام متواصلة.
وانتقل للدراسة الجامعية في الجامعة الأمريكية في الشارقة ليتخرج منها بتاريخ 31 يناير 2005.

## عائلته
مُتزوج ولديه من الأبناء:
- الشيخة غلا بنت راشد النعيمي
- الشيخة زين بنت راشد النعيمي
- الشيخ حميد بن راشد النعيمي
- الشيخ محمد بن راشد النعيمي
- الشيخ عبد الله بن راشد النعيمي

ولديه من الأشقاء:
- الشيخ عمار بن حميد النعيمي
- الشيخ أحمد بن حميد النعيمي
- الشيخ عبد العزيز بن حميد النعيمي

## مناصبه
- رئيس دائرة البلدية والتخطيط بعجمان
- عضو في المجلس التنفيذي لحكومة الإمارة
- رئيس اتحاد الإمارات لكرة القدم
- نائب رئيس مركز الشباب العربي
- نائب رئيس مجلس الإدارة لمصرف عجمان
- رئيس مجلس الأمناء في كلية المدينة الجامعية في عجمان
- رئيس مجلس إدارة مؤسسة عقارات عجمان عقار
- مؤسس شركة آر القابضة
- رئيس شركة عجمان للصرف الصحي
- نائب رئيس مجلس أمناء جامعة عجمان
- رئيس مجلس إدارة شركة الزوراء للتطوير الخاصة المحدودة